# Australian Championships 1967
Turniej tenisowy Australian Championships, dziś znany jako wielkoszlemowy Australian Open, rozegrano w 1967 roku w Melbourne w dniach 20 - 30 stycznia.

## Zwycięzcy

### Gra pojedyncza mężczyzn
- Roy Emerson (AUS) - Arthur Ashe (USA) 6:4, 6:1, 6:4

### Gra pojedyncza kobiet
- Nancy Richey Gunter (USA) - Lesley Turner Bowrey (AUS) 6:1, 6:4

### Gra podwójna mężczyzn
- John Newcombe (AUS)/Tony Roche (AUS) - William Bowrey (AUS)/Owen Davidson (AUS) 3:6, 6:3, 7:5, 6:8, 8:6

### Gra podwójna kobiet
- Lesley Turner Bowrey (AUS)/Judy Tegart Dalton (AUS) - Lorraine Coghlan (AUS)/Evelyn Terras (AUS) 6:0, 6:2

### Gra mieszana
- Lesley Turner Bowrey (AUS)/Owen Davidson (AUS) - Judy Tegart Dalton (AUS)/Tony Roche (AUS) 9:7, 6:4